# آرشي ريتشاردسون
آرشي ريتشاردسون (بالإنجليزية: Archie Richardson)‏ هو لاعب كرة قدم أسترالية أسترالي، ولد في 18 يوليو 1879 في سالي في أستراليا، وتوفي في 7 مارس 1981 في كاليفورنيا في الولايات المتحدة.

## وصلات خارجية
- آرشي ريتشاردسون على موقع AustralianFootball.com (الإنجليزية)